# Parque Joaquim de Almeida Freitas
Lo Parque Joaquim de Almeida Freitas è uno stadio situato a Moreira de Cónegos, in Portogallo. Lo stadio è stato inaugurato nel 2002. Lo stadio ospita le partite casalinghe del Moreirense. Ha una capienza di 6.100 persone.